# Централна библиотека на БАН
Централната библиотека на БАН (ЦБ) е първата българска научна библиотека.

## История
Създаването на Централната библиотека на БАН е положено още през 1869, когато се основава книжна сбирка на Българското книжовно дружество, преименувано по-късно на Българска академия на науките. Дружеството е учредено в Браила, Румъния от Марин Дринов, Васил Стоянов, Васил Друмев, Тодор Пеев. През 1870 започва изграждане на библиотечния фонд чрез дарения и се установяват първите обменни връзки с библиотеки, архиви, научни дружества, музеи в чужбина. През 1873 е съставен първият систематичен каталог от 2761 книжни тома.
През ноември 1878 библиотеката и архива на Дружеството се пренасят в София, след като дотогава са били на съхранение при председателят на настоятелството Никола Ценов. 
През 1911 библиотеката на Българското книжовно дружество се преименува в Библиотека на Българската академия на науките, а през 1929 библиотеката се премества в специално помещение в новопостроената сграда на БАН.
През 1948 получава статут на Централна библиотека за академичната библиотечна мрежа, а през следващата година – статут на научен институт на БАН. През 1979 започва автоматизация на библиотечно-библиографските процеси; през 1995 е изградена локална мрежа и достъп до Интернет, а през 1998 e създадена онлайн страница. През 2003 започва създаването на онлайн каталог и отдел „Българска енциклопедия“ се обособява в самостоятелното звено на БАН като Научно-информационен център „Българска енциклопедия“.
През 2004 стартира програма за обмен на библиографски данни между Централната библиотека на БАН и водещи библиотеки в страната и чужбина.

## Издания на Централната библиотека
За периода 1950 – 2003 библиотеката има 109 издания от различни области: справочни издания, монографии, персонални и общи био-библиографии и библиографии, специални библиографии, тематични сборници и списания, съвместни издания с други научни институции и енциклопедии (за периода на присъединяването на „Българска енциклопедия“ към Централната библиотека на БАН).